# Сервдар
Сервда́р (перс. سرودار‎) — село на севере Ирана, в остане Альборз. Входит в состав шахрестана Кередж. Является частью дехестана (сельского округа) Адеран бахша Асара.

## География
Село находится в восточной части Альборза, в горной местности южной части Эльбурса, в долине реки Кередж, на расстоянии приблизительно 3 километров к северо-востоку от Кереджа, административного центра провинции. Абсолютная высота — 1397 метров над уровнем моря.

## Население
По данным переписи 2006 года население села составляло 347 человек (181 мужчина и 166 женщин). В Сервдаре насчитывалось 110 домохозяйств. Уровень грамотности населения составлял 81,84 %. Уровень грамотности среди мужчин составлял 83,43 %, среди женщин — 80,12 %.